# Kjell Kjellberg
Kjell Axel C:son Kjellberg, född 5 september 1915 i Ekerö församling, Stockholms län, död 2003, var en svensk arkitekt. 
Kjellberg, som var son till brukspatron Carl Kjellberg och Karin Redlund, avlade studentexamen i Sigtuna 1936 och utexaminerades från Kungliga Tekniska högskolan 1943. Han var anställd på länsarkitektkontoret i Gävleborgs län och stadsarkitekt i Valbo landskommun 1943–1950. Han bedrev egen arkitektverksamhet i Gävle från 1950 och var stadsarkitekt i Hille och Hedesunda landskommuner. Han ritade bostadshus och villor, bland annat en i Gävle villastad (1960) för kändisfrisören Birger Winza från Stockholm, vilken blev uppmärksammad i tidningen Allt i Hemmet.